# 巴祖日拉佩鲁斯
巴祖日拉佩鲁斯（法語：Bazouges-la-Pérouse，法語發音：[bazuʒ la peʁuz]）是法国伊勒-维莱讷省的一个市镇，属于富热尔-维特雷区。

## 地理
巴祖日拉佩鲁斯（48°25'34"N, 1°34'27"W）面积58.18 平方千米，位于法国布列塔尼大區伊勒-维莱讷省，该省份为法国西北部沿海省份，位于布列塔尼半岛东部，北濒大西洋，西接阿摩尔滨海省和莫尔比昂省，南至大西洋卢瓦尔省，西南端接曼恩-卢瓦尔省，东临马耶讷省，东北与芒什省接壤。
与巴祖日拉佩鲁斯接壤的市镇（或旧市镇、城区）包括：屈冈、马尔西耶拉乌勒、努瓦亚勒苏巴祖日、里穆、圣雷米迪普兰、特朗拉福雷、旧维耶勒、瓦勒库埃农。

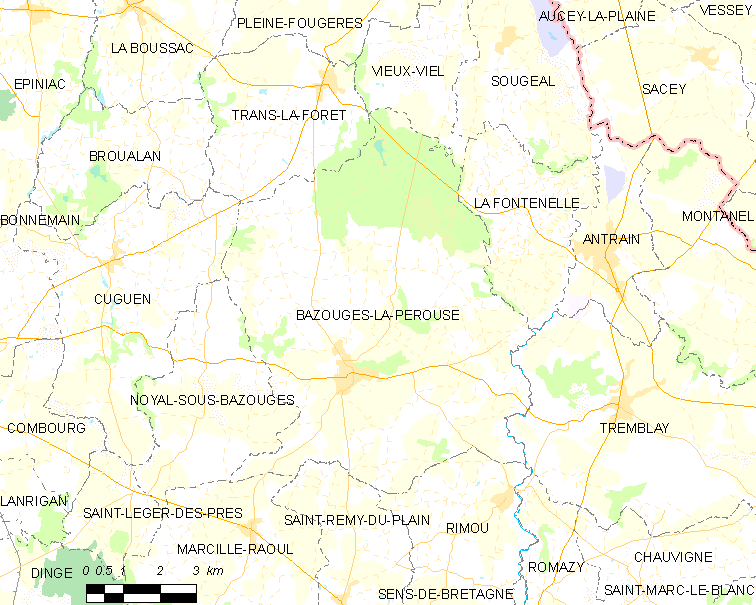
巴祖日拉佩鲁斯的OSM定位图

巴祖日拉佩鲁斯的时区为UTC+01:00、UTC+02:00（夏令时）。

## 行政
巴祖日拉佩鲁斯的邮政编码为35560，INSEE市镇编码为35019。

## 政治
巴祖日拉佩鲁斯所属的省级选区为瓦勒库埃农县。

## 人口

1962-2008年间巴祖日拉佩鲁斯人口变化图示

巴祖日拉佩鲁斯于2022年1月1日时的人口数量为1865人。